# Lophornis adorabilis
Lophornis adorabilis là một loài chim trong họ Trochilidae.